# Epierus dalaunayi
Epierus dalaunayi är en skalbaggsart som beskrevs av Lewis 1890. Epierus dalaunayi ingår i släktet Epierus och familjen stumpbaggar. Inga underarter finns listade i Catalogue of Life.